# Hr.Ms. Isaac Sweers (1968)
Hr.Ms. Isaac Sweers (F 814) is een Nederlands fregat van de Van Speijkklasse. Het schip is vernoemd naar de 17e-eeuwse Nederlandse admiraal Isaac Sweers en is het tweede schip vernoemd naar Isaac Sweers. De Nederlandse scheepswerf de Nederlandsche Dok en Scheepsbouw Maatschappij nam de bouw van het schip voor de rekening.
Op 19 september 1968 vond er, tijdens een reis van smaldeel 5 op de Atlantische Oceaan ten zuiden van Engeland, bij zwaar weer een ernstige brand plaats in de omvormerruimte van het schip. Daarbij besliste de commandant KLTZ Genet op een zeker moment dat de bemanning zich gereed moest maken voor het uitzonderlijke schipverlaten, wat echter niet doorging.
De brand werd geblust door het gehele compartiment onder water te zetten, waardoor echter belangrijke functies in het schip uitvielen, zoals de radar, de hoofdstuurinrichting en de stabilisatorvinnen. Het schip moest vervolgens onder escorte terugkeren naar Plymouth en daarna drie maanden voor reparaties naar de NDSM-werf te Amsterdam. Ook de zes zusterschepen van dezelfde Leander-klasse werden vervolgens aangepast, omdat behalve de gewone omvormers ook de reserve-omvormers in dezelfde ruimte stonden. Bij een brand vielen dus al gauw beide systemen uit. Enkele opvarenden hebben blijvende gevolgen van het ongeluk ondervonden.
Na de uitdienstname is het schip verkocht aan Indonesië. Bij de Indonesische marine doet het schip dienst als Karel Satsuitubun.